# Matic Fink
Matic Fink (ur. 27 lutego 1990 w Lublanie) – słoweński piłkarz występujący na pozycji obrońcy.

## Kariera klubowa
Wychowanek amatorskiego klubu NK Jevnica. Następnie trenował w szkółkach piłkarskich NK Olimpija, NK Domžale oraz NK Factor (od 2006 roku pod nazwą NK Interblock). Przed sezonem 2009/10 został włączony do kadry pierwszego zespołu Interblocku. W lipcu 2009 roku zadebiutował w europejskich pucharach w dwumeczu z Metałurhem Donieck w kwalifikacjach Ligi Europy 2009/10. 9 sierpnia 2009 rozegrał pierwszy mecz w 1.SNL w przegranym 1:2 meczu przeciwko NK Celje, zmieniając w 59. minucie Josipa Iličicia. Od tego momentu rozpoczął regularne występy w słoweńskiej ekstraklasie. W 2011 roku przeniósł się on do NK Olimpija, gdzie grał przez 5 kolejnych lat jako podstawowy defensor, zdobywając w sezonie 2015/16 tytuł mistrza Słowenii.
W lipcu 2016 roku podpisał 3-letni kontrakt z Çaykur Rizespor. W rundzie jesiennej sezonu 2016/17 występował on jedynie w rozgrywkach Pucharu Turcji, sporadycznie będąc rezerwowym podczas spotkań ligowych. 2 kwietnia 2017 zadebiutował w Süper Lig w przegranym 0:1 meczu z Trabzonsporem i od tego momentu stał się podstawowym graczem zespołu. Po zakończeniu rozgrywek Rizespor zajął w tabeli 16. lokatę, oznaczającą spadek z tureckiej ekstraklasy. Z powodu obowiązującego w TFF 1. Lig limitu obcokrajowców władze klubu zdecydowały się oddać go na wypożyczenie.
W sierpniu 2017 został on na zasadzie rocznego wypożyczenia zawodnikiem Cracovii prowadzonej przez Michała Probierza. 9 września zadebiutował w Ekstraklasie w spotkaniu z Jagiellonią Białystok (1:1).

## Kariera reprezentacyjna
W latach 2007–2012 występował w młodzieżowych reprezentacjach Słowenii w kategoriach U-17, U-19, U-20 oraz U-21.
W 2009 roku otrzymał powołanie na Mistrzostwa Europy U-19 na Ukrainie, na których wystąpił we wszystkich 3 spotkaniach grupowych i zdobył bramkę w meczu ze Szwajcarią (1:2). Słowenia po zdobyciu 1 punktu zajęła ostatnie miejsce w grupie A i odpadła z turnieju.

## Sukcesy
NK Olimpija
- mistrzostwo Słowenii (1): 2015/16